# Расходный кассовый ордер
Расходный кассовый ордер — первичный документ, фиксирующий выплаты, произведенные из кассы организации. Используется при передаче кассовой наличности на расчетный счет в банке, выплате заработной платы, выдаче денег под отчет, возмещениях сотрудникам перерасходов по авансовым отчетам, выплатам на командировочные расходы и т.д.

## Россия

### Учёт расходных кассовых ордеров
Согласно Указанию Банка России от 11.03.2014 № 3210-У расходный кассовый ордер (РКО), по форме № КО-2 используется для оформления выдачи наличных денег из кассы организации как при ручном ведении учёта, так и при обработке информации с применением средств компьютерной техники. Расходный кассовый ордер выписывается в одном экземпляре сотрудником бухгалтерии, подписывается руководителем организации и главным бухгалтером либо лицом, на это уполномоченным. Код формы по классификатору ОКУД 0310002.
Хозяйствующим субъектам разрешено оформлять электронные расходные кассовые ордера. Распечатывать документы не нужно, но у кассира, бухгалтера и получателя денег должна быть электронная подпись. Хозяйствующий субъект может комбинировать электронные и бумажные документы (часть РКО составлять на бумаге, часть электронно).
Выписанный РКО регистрируется в журнале регистрации приходных и расходных кассовых документов по форме N КО-3. В случаях, когда на прилагаемых к расходным кассовым ордерам документах (заявлениях, счетах и др.) имеется разрешительная надпись руководителя организации, подпись его на расходных кассовых ордерах необязательна.
Согласно Указанию Банка России от 19.06.2017 № 4416-У с 19.08.2017 года:
- можно сформировать единственный РКО в конце рабочего дня на всю сумму, выданных за день денежных средств из кассы, при условии, что на выданные деньги есть фискальные документы онлайн-кассы;
- кассир сверяет подписи главбуха и бухгалтера или директора на РКО с образцами подписей только, если документ составили на бумажном носителе;
- на РКО, оформленном в электронном виде, получатель денег ставит свою электронную подпись;
- основанием для оформления РКО сотруднику для выдачи средств под отчёт может служить приказ директора или заявление от подотчетника (порядок выдачи средств должен быть закреплён в Положении о расчетах с подотчетными лицами);
- задолженность сотрудника по полученному ранее авансу не является причиной для отказа в новой выдаче подотчетных средств.

### Унифицированная форма РКО
Перечень реквизитов и порядок заполнения расходного кассового ордера:
- поле «Организация» — указывается наименование организации оформившей РКО.
- необязательное поле «Структурное подразделение» — уточняется структурное подразделение организации, в котором оформлен расходный кассовый ордер.
- поле «Номер документа» — указывается порядковый номер расходного кассового ордера. При ведении расходных кассовых ордеров должна обеспечиваться их непрерывная нумерация.
- поле «Дата составления» — указывается дата оформления расходного кассового ордера.
- поле «Код структурного подразделения» — указывается код подразделения, из которого расходуются денежные средства. Имеет смысл заполнять если указано структурное подразделение.
- поле «Корреспондирующий счёт, субсчёт» — указывается дебетовый счёт бухгалтерской операции, формируемой на основании расходного ордера.
- поле «Код аналитического учета» — указывается объект аналитического учёта корреспондентского счета.
- поле «Кредит» — указывается счёт по кредиту бухгалтерской операции, формируемой на основании ордера. Как правило, в данном поле указывается бухгалтерский счёт 50 — «Касса».
- поле «Сумма, руб. коп.» — указывается расходуемая из кассы сумма цифрами.
- поле «Выдать» — указывается лицо (ФИО полностью), которому выдаются наличные денежные средства.
- поле «Основание» — указывается назначение использования выдаваемых денежных средств.
- поле «Сумма» — указывается с начала строки с заглавной буквы сумма выдачи прописью в рублях, при этом слово «рубль» («рублей», «рубля») не сокращается, копейки указываются цифрами, слово «копейка» («копейки», «копеек») также не сокращается. Если сумма расхода номинирована в валюте «рубль» заменяется на наименование валюты.
- поле «Приложение» — содержит перечень прилагаемых документов с указанием их реквизитов.
- поле «Получил» — указывается сумма выданных денежных средств прописью. Поле заполняет лицо, получившее денежные средства по расходному кассовому ордеру. Сумма указывается с начала строки с заглавной буквы сумма выдачи прописью в рублях и копейках.
- поле «По» — указывается наименование, номер, дата и место выдачи удостоверяющего личность получателя документа.